# Zeugites
Zeugites là một chi thực vật có hoa trong họ Hòa thảo (Poaceae).

## Loài
Chi Zeugites gồm các loài: